# La creación de los humanoides
La creación de los humanoides es una película de ciencia ficción estadounidense de 1962, dirigida por Wesley Barry y protagonizada por Don Megowan, Erica Elliot, Frances McCann, Don Doolittle y Dudley Manlove . La película no se basa en la trama de la novela The Humanoids de Jack Williamson, a la que se parece poco, sino en una historia original y un guion escrito por Jay Simms. En una sociedad posterior a la guerra nuclear, los robots parecidos a humanos de piel azul y ojos plateados se han convertido en algo común, ya que la población sobreviviente sufre una tasa de natalidad decreciente y se ha vuelto dependiente de su asistencia. La orden "Carne y Hueso", temerosa de que los robots superen en diversas capacidades a la raza humana en general, incluso las poco éticas, intentan evitar que se desarrollen demasiado. Mientras tanto, un científico experimenta con la creación de réplicas humanas que tienen emociones y recuerdos genuinos.

## Trama
En el siglo 23, la Tierra sufre las secuelas de una guerra nuclear que destruyó el 92 por ciento de la humanidad. La radiación persistente ha provocado que la tasa de natalidad caiga al 1,4 por ciento, por debajo del nivel de reemplazo, y la población continúa disminuyendo. Una mano de obra robótica mantiene un alto nivel de vida para los sobrevivientes y los humanoides del título son un tipo avanzado de robot creado para servir directamente y trabajar en estrecha colaboración con los seres humanos. Estos humanoides están construidos con personalidades ultralógicas artificiales y parecen humanos excepto por su «piel sintética» azul grisácea, ojos metálicos y falta de cabello. Los humanoides visitan periódicamente estaciones de recarga a las que llaman «templos» donde también intercambian toda la información adquirida desde su última visita con una computadora central a la que llaman «el padre-madre». Una organización humana llamada La Orden de la Carne y la Sangre se opone a los humanoides, a los que los miembros se refieren despectivamente como «clickers». La Orden cree que los humanoides planean apoderarse del mundo y son una amenaza para la supervivencia misma de la raza humana. La Orden no se detiene ante las acciones violentas ilegales, incluidos los bombardeos. En una reunión, sus miembros se alarman al enterarse de la existencia de un humanoide que se ha hecho externamente indistinguible de un humano y que ha matado a un hombre. Exigen que todos los humanoides existentes sean desmontados o degradados a una forma de máquina estrictamente utilitaria.
El científico Dr. Raven (Doolittle) ha desarrollado una técnica llamada « trasplante talámico «, que transfiere los recuerdos y la personalidad de un ser humano recientemente fallecido a una réplica robótica de esa persona. Los híbridos humano-humanoide que resultan del proceso se despiertan sin darse cuenta de su propia transformación, aunque sus personalidades humanas se apagan entre las 4 y las 5 de la mañana, cuando informan a los humanoides en el templo del robot. Como el Dr. Raven describe la operación, «extraemos todo lo que hace que un hombre sea peculiar a sí mismo. Su aprendizaje, su memoria: estos, interactuando, constituyen su personalidad, su filosofía, capacidad y actitud. El cerebro humano es simplemente la bóveda en la que se almacena al hombre». Con la ayuda del Dr. Raven, los humanoides están reemplazando en secreto a los humanos que murieron recientemente con estas réplicas. Uno de los líderes de la Orden de Carne y Sangre, el Capitán Kenneth Cragis (Megowan), conoce a Maxine, y aunque ella se opone a la Orden, ambos se enamoran. Al final, descubren que ellos también son réplicas humanoides avanzadas con la mente de personas fallecidas. Irónicamente, la Maxine «real» había muerto en un ataque con bomba que la Orden pretendía dañar solo a los robots. El Dr. Raven, que alguna vez fue una réplica humana, les explica a Cragis y Maxine que no solo son prácticamente inmortales en sus nuevas formas, sino que también pueden ser los primeros humanoides actualizados al nivel más alto posible: después de una alteración menor, podrán procrear
Finalmente, el Dr. Raven rompe la cuarta pared, mira directamente a la cámara y le dice al espectador: «Por supuesto, la operación fue un éxito... o no estarías aquí».

## Producción
The Creation of the Humanoids normalmente está fechada en 1962, el año de su lanzamiento general, pero una proyección en 1961 está documentada por un folleto publicitario y la película en sí muestra una fecha de copyright de 1960 (MCMLX en números romanos ), lo que indica que fue una película completa antes de finales de ese año. Artículos breves en publicaciones comerciales contemporáneas indican que se estaba filmando en el verano de 1960 bajo un título provisional informado de diversas formas como This Time Around o This Time Tomorrow . La Academia de Artes y Ciencias Cinematográficas enumera agosto de 1960 como la fecha de finalización.  El productor y director, ex estrella infantil y nativo del área de Hollywood Wesley Barry 's Genie Productions estaba ubicado en Hollywood, y los créditos del elenco y el equipo están poblados por personal de Hollywood, pero no hay información sobre el lugar real de filmación y otros detalles específicos. sin embargo, salir a la luz.
El presupuesto limitado de la película es más evidente en sus decorados rudimentarios, que consisten principalmente en unos pocos pisos en blanco, cortinas del piso al techo u otros elementos simples instalados frente a una escena de fondo pintada o un vacío negro, así como de sus disfraces, la mayoría de los cuales son monos genéricos o un uniforme compuesto por artículos de alquiler de disfraces, como gorras del Ejército Confederado . Sin embargo, los productores optaron por el gasto adicional de filmar en color en un momento en que el blanco y negro todavía se usaba para muchas producciones de grandes estudios y el público lo aceptaba fácilmente, y obtuvieron los servicios de dos detrás de primer nivel. los talentos de la cámara, aunque en el ocaso de sus carreras.[cita requerida]
El director de fotografía Hal Mohr tenía una carrera muy extensa en Hollywood y dos premios de la Academia en su haber. Mohr usó la iluminación y los ángulos de la cámara para aprovechar al máximo los escenarios y agregar algo de interés visual a las escenas largas y sin acción de la cabeza parlante que componen casi la totalidad de la película. A veces utilizaba las técnicas clásicas de "iluminación glamorosa" de Hollywood al fotografiar a los personajes "humanos" de aspecto normal, dando a algunas escenas un grado de pulido visual que rara vez se ve en una película de explotación de bajo presupuesto.[cita requerida]
Jack Pierce fue el maquillador maestro de Universal Pictures durante toda la década de 1930 y la mayor parte de la década de 1940 y creó los icónicos maquillajes de Frankenstein y La novia de Frankenstein, entre muchos otros. Las características más inusuales del diseño de maquillaje de Pierce para esta película son las grandes lentes de contacto esclerales reflectantes que dan a los humanoides la apariencia de tener ojos de bola de metal. Los lentes fueron proporcionados por el Dr. Louis M. Zabner, un optometrista que fue pionero en el uso de lentes de contacto para cambiar el color de los ojos de los actores y se le atribuye en la película "efectos especiales para los ojos". En ese momento, los lentes esclerales estaban hechos de un plástico duro. Llevarlos era incómodo y había que quitárselos con frecuencia. Pierce había usado lentes plateados similares en 1957 para breves primeros planos en The Brain from Planet Arous . La mayor parte del tiempo y el esfuerzo considerables que llevó aplicar el resto del maquillaje humanoide se dedicó a ocultar el cabello de los actores, que hubiera sido impensable esperar que se afeitaran durante unos días de trabajo en un presupuesto bajo. película. Se pegaron "pelucas calvas" de goma de látex, se pegaron las cejas y luego se aplicó cuidadosamente masilla para cubrir las texturas ásperas y mezclar los bordes reveladores. Finalmente, se pintó la cabeza de los actores con pintura grasa gris azulada y se les colocaron guantes de goma del mismo color.[cita requerida]
La partitura musical consta de sonidos generados electrónicamente y vocalizaciones femeninas sin palabras que sugieren la música de Theremin que se utiliza a menudo en las películas de ciencia ficción de la década de 1950 (p. ej., El día que la Tierra se detuvo y Vino del espacio exterior ). El crédito que aparece en la película es "Electronic Harmonics by IFM". La base de datos de películas de Internet enumera al productor Edward J. Kay como el compositor, aunque esta información no se verifica en ninguna parte.

## Realización
Se lanzó un estreno general en cines a través de Emerson Film Enterprises con una inauguración oficial en Los Ángeles el 3 de julio de 1962. Se inició una campaña publicitaria, incluyendo la emisión de cortos spots televisivos. A diferencia de la mayoría de los carteles de películas de la época, que se imprimían mediante un proceso de cuatro colores que permitía utilizar una gama completa de colores llamativos, los carteles de esta película eran impresiones en dos colores limitadas a negro, blanco, rojo y gris., rosas y marrones. El uso de un cartel de dos colores para una pequeña película independiente en blanco y negro no era raro, pero era inusual cuando uno de los puntos de venta de la película que se anunciaba era el hecho de que estaba en color.[cita requerida]
El maquillador Jack Pierce participó en la campaña publicitaria de 1962 dando entrevistas y maquillando al presentador de películas de televisión de Los Ángeles Wayne Thomas como un humanoide, completo con lentes de contacto plateados, durante una transmisión en vivo. El progreso en la aplicación del maquillaje se televisó durante las pausas comerciales de la película no relacionada que se estaba proyectando. Los segmentos en vivo se guardaron temporalmente en una cinta de video y se retransmitieron varias veces en los días siguientes.[cita requerida]
Después de realizar su recorrido teatral en autocines, teatros suburbanos de baja gama, "kiddie matinés" y teatros urbanos especializados en películas de explotación ,[cita requerida] la película se estrenó en la televisión, donde se proyectó a finales de 1964. Fue lanzado en videocasetes Beta y VHS por Monterey Home Video en 1985 y luego estuvo disponible en Something Weird Video. El primer lanzamiento de DVD con licencia se produjo en 2006 en un disco de doble función de Dark Sky Films.
El tiempo de ejecución de la película a menudo se enumera como 75 minutos. El lanzamiento del DVD Dark Sky tiene una duración de 84 minutos y se presenta en pantalla ancha anamórfica de 16:9, que se aproxima a las relaciones de aspecto mate que se usan más comúnmente para 35 mm proyección en los Estados Unidos en 1962. Los lanzamientos de videocasetes anteriores no son versiones panorámicas y escaneadas de una imagen de pantalla ancha, sino simplemente fotograma completo sin mate 1.33: 1, que revela áreas en la parte superior e inferior de la imagen que normalmente no se ven en un cine.

## Recepción
Aparentemente, la presentación teatral de la película no fue comentada en la prensa convencional. La recepción pública medida por la asistencia al teatro y la rentabilidad no está clara, pero un artículo de 1962 en el periódico comercial Variety señala que «la creación de los humanoides y la invasión de la gente animal en Fox dan forma a un calcetín de $ 10,000»;[cita requerida] «calcetín» es un término favorable en la jerga del mundo del espectáculo de esa publicación y $ 10,000 los ingresos de taquilla de la semana en el teatro Fox.
Después de su debut televisivo en 1964, comenzaron a aparecer referencias a más de su título. En 1965, Susan Sontag mencionó brevemente algunos detalles de la historia en su ensayo sobre películas de ciencia ficción titulado The Imagination of Disaster .

## Opinión crítica posterior
- "Barata lenta y teatral" - Leonard Maltin .[6]
- "Esta interesante película... está muy defraudada por el guión demasiado hablador de Simms". – La Enciclopedia de Cine Aurum – Ciencia Ficción .[7]
- "Pequeña película increíble" - Michael Weldon, The Psychotronic Encyclopedia of Film .[8]
- "... una joya muy subestimada de valor considerable [y] una ilustración perfecta de cómo la ciencia ficción debería funcionar como una literatura de ideas en lugar de efectos especiales". – Richard Scheib, Moria – La crítica de cine de ciencia ficción, terror y fantasía .[10]
- "Sí, es torpe, dolorosamente poco sutil, pero hacer una película con este mensaje a principios de la década de 1960, con las tormentas del movimiento por los derechos civiles aún en su apogeo, requirió un coraje considerable por parte de los cineastas". – Erick Harper, DVD Veredicto .[11]
- "Innegablemente sofisticada como la ciencia ficción, La creación de los humanoides es una película extraña". – Glenn Erickson, DVD Sabio .[12]

## En la cultura popular
A menudo se dice que La creación de los humanoides es «la película favorita de Andy Warhol». La fuente original de esta afirmación parece ser una reseña de arte de 1964 de las nuevas pinturas de Warhol que comienza con una breve descripción de la película y afirma que el descubrimiento culminante de los protagonistas es «el final feliz de lo que Andy Warhol llama la mejor película que ha visto».
Se mostró en el programa Svengoolie de MeTV el 31 de julio de 2021.
Los pasajes seleccionados de la película están incrustados en la canción "MovieStar" de All India Radio (banda) .